# Château de Chignans
Le château de Chignans (ou Chignens), dite parfois tour de Chignans, est une ancienne maison forte qui se dresse sur la commune d'Allinges une commune française, dans le département de la Haute-Savoie en région Auvergne-Rhône-Alpes.

## Situation
Le château de Chignans est situé en retrait de la route départementale 903 et du Pamphiot, au sud-ouest de la ville de Thonon-les-Bains.
Le château se situe entre ceux d'Allinges et la cité de Thonon et sa citadelle.
L'ancien hameau de Chignans ou Chignens a laissé place à un chemin de Chignens sur les cartes modernes (Carte IGN).

## Historique
Les origines de ce château restent encore inconnues. Le toponyme Chignan semble provenir, selon le chanoine Adolphe Gros, du nom d'un domaine gallo-romain Canianum, qui dérive du gentilice Can[n]ius,.
L'édifice semble avoir appartenu et aurait été bâti par la famille de Joly, originaire de Thonon, et anoblie au XVe siècle. En 1582, noble François Joly teste dans sa tour de Chignans. En 1637, Ferdinand Joly meurt dans sa maison de Chignans. Son fils Maurice y mourut également en 1648 et laissa la maison à son frère François qui y mourut en 1669.
Marthe-Raymondine Joly de Vallon, petite-fille de François Joly, transmit le château à son époux Claude-François de Saint-Sixt en 1705. Leur fils, Claude-Joseph de Saint-Sixt, se qualifiait de seigneur de Chignans en 1752. Père de deux filles, l'aînée, femme de M. de Sauvage, est son héritière universelle en 1784. 
À la fin du XIXe siècle, au moment de la parution de l'ouvrage Monuments historiques de France publiés par départements (1895), qui le qualifie d'« ancienne gentilhommière connue sous le nom de tour de Chignans », il vient d'être acheté par la famille Boal à la famille de Frézier. Ces nouveaux propriétaires ont effectué des travaux de rénovation afin de relever l'édifice

## Classement
Le parc et les abords du château font l'objet d'une inscription aux sites le 30 août 1946.